# Смирнов Юрій Іванович (мовознавець)
Юрій Іванович Смирнов ({\displaystyle \approx } листопад 1935 — {\displaystyle \approx } вересень 2015) — мовознавець, фахівець зі слов'янського фольклору, провідний науковий слівробітник Інституту світової літератури РАН, доктор філологічних наук.

## Праці
- Русский народ. Культура, обычаи, обряды / Людмила Лаврентьева, Юрий Смирнов; рис. М. В. Марковой, Е. Г. Светозаровой. — СПб.: Паритет, 2011. — 445 с.: ил., рис. — Библиогр.: с. 442-444. — ISBN 978-5-93437-403-8 //  СПб.: Паритет, 2019 (Серия: Петербург на ладони)
- Культура русского народа. Обычаи, обряды, занятия, фольклор / Юрий Смирнов, Людмила Лаврентьева. — СПб.: Паритет, 2005. — 464 с. — ISBN 5-93437-117-7 / культура русского народа второй половины XIX — начала XX века
- Славянские мифы. — СПб.: Паритет, 2005. — 224 с.: ил. — ISBN 5-93437-232-7

- Русские лирические песни Сибири и Дальнего Востока / отв. ред. Ю. И. Смирнов / Рос. акад. наук. Сиб. отд-ние. Институт филологии. — Новосибирск: Наука. Сибирское предприятие РАН, 1997. — 524 стр., [14] с. : ил., нот. — ISBN 5-02-030896-X (Памятники фольклора народов Сибири и Дальнего Востока / Редкол.: А. П. Деревянко (гл. ред.) и др. Том 14).
- Восточнославянские баллады и близкие им формы (опыт указателя сюжетов и версий). М.: Наука 1988.
- Песни южных славян / переводы с болг., серб.-хорв и словенского. Сост. Ю. И. Смирнов. Москва: Художественая литература, 1976 // Всемирная литература. Литература древнего Востока, античного мира, средних веков, Возрождения, XVII и XVIII вв.
- Славянские эпические традиции. Проблемы эволюции /  Отв. редактор Э. В. Померанцева // Институт славяноведения и балканистики[ru]. Издательство «Наука», Москва, 1974